# تسونو، میازاکی
تسونو، میازاکی (به لاتین: Tsuno, Miyazaki) یک منطقهٔ مسکونی در ژاپن است که در استان میازاکی واقع شده‌است. تسونو ۱۲٬۲۰۱ نفر جمعیت دارد.